# Modulation de fréquence (film)
Pour l’article homonyme, voir Modulation de fréquence.
Pour plus de détails, voir Fiche technique et Distribution.
Modulation de fréquence (FM) est un film de 1978 réalisé par John A. Alonzo, sur un scénario d'Ezra Sacks. 
Ce film a été produit par Universal Pictures et est sorti en salles au printemps 1978. 

## Synopsis
Le directeur de la station et des programmes de la radio Q-SKY, Jeff Dugan (Michael Brandon), construit une base importante de fans en réunissant un groupe de DJ charismatiques jouant du rock and roll populaire.  
Le scénariste Ezra Sacks a travaillé pour la célèbre station FM KMET au début des années 70 à Los Angeles, et Jeff Dugan est vaguement inspiré du directeur du programme KMET, Mike Herrington. 
Jeff Dugan découvre rapidement que la direction de la société s'attend à ce que Jeff utilise la position de la station au sommet des cotes pour vendre plus de publicités. 
Le conflit s'aggrave jusqu'à ce que le directeur des ventes, Regis Lamar (Tom Tarpey), lui présente la possibilité de faire de la publicité pour l'armée américaine à l'aide d'une série d'annonces radiophoniques.  Lorsque Jeff refuse d’approuver le contrat, Regis porte la question devant la haute direction.   
On ordonne ensuite à Jeff de diffuser les annonces telles que fournies par l'Armée de terre et selon le calendrier spécifié dans le contrat de publicité. Plutôt que d'obéir, Jeff quitte son travail. Tous les DJ restants décident de prendre le contrôle de la station dans une sorte de lock-in / sit-in / protestation. Ils rassemblent les auditeurs dans la rue devant la station en guise de protestation pendant que les DJ jouent de la musique sans publicité. Jeff Dugan se réveille pour entendre les DJ prendre le contrôle de la station. La foule est déjà présente quand il arrive à la gare.   
L'immobilisation ne dure que jusqu'à ce que la police reçoive une injonction de renvoi du personnel. Une dépanneuse arrache les portes d'entrée et la police entre dans le bâtiment. Les DJ se battent avec un tuyau d'incendie et lancent des cassettes et d'autres objets de bureau à la police. La bataille est terminée lorsque Dugan se retrouve en train de combattre un policier à l'extérieur sur un surplomb. Jeff sauve le policier de la chute et décide que se battre n'est pas la bonne chose à faire. Il calme la foule et annonce la sortie des DJ. Sans qu'il le sache, le propriétaire de la société, Carl Billings (Norman Lloyd), a observé les événements se dérouler dans la foule. Il insiste pour que les DJ restent dans la station, congédie ses collaborateurs responsables du conflit publicitaire, puis rejoint les DJ à l'intérieur de la station. 

## Distribution
- Michael Brandon : Jeff Dugan
- Eileen Brennan : mère
- Alex Karras : Doc (Holiday)
- Cleavon Little : prince des ténèbres
- Martin Mull : Eric Swan
- Cassie Yates : Laura Coe
- Norman Lloyd : Carl Billings
- Jay Fenichel : Bobby Douglas
- James Keach : lieutenant Reach
- Joe Smith : Albert Driscoll
- Tom Tarpey : Regis Lamar
- Brenda Venus : Dolores Deluxe

## Bande sonore
La chanson thème FM (No Static at All) (en) de Steely Dan a valu aux ingénieurs Al Schmitt (en) et Roger Nichols le prix Grammy 1979 du meilleur enregistrement non classique. Une version instrumentale de cette chanson est aussi entendue lors du générique de la fin et clôt l'album de la bande-son.